# Kur (řeka)
Kur (rusky Кур) je řeka v Chabarovském kraji na ruském Dálném východě. Spolu s řekou Urmi vytváří řeku Tungusku, která je levostranným přítokem Amuru. Řeka Kur je dlouhá 434 km a její povodí má rozlohu 13 700 km².
V letních měsících často dochází k záplavám na řece Kur i Urmi.